# Kvasatali
Kvasatali (en georgiano: ქვასათალი) o Duryin (en osetio: Дурджын) es una aldea que pertenece a la parcialmente reconocida República de Osetia del Sur, parte del distrito de Tsjinval, aunque de iure pertenece al municipio de Kurta de la región de Iberia Interior de Georgia.

## Geografía
Kvasatali se encuentra entre los ríos Gran Liajvi y Tiliani, a 10 km de Tsjinvali. La aldea se administra desde el pueblo de Jetagúrovi. 

## Historia
Entre 1952 y 1953, se excavó en la aldea un cementerio de los siglos XVII-XII a. C. La expedición de reconocimiento Shida Kartli de 1955 descubrió aquí una colina con un asentamiento del final de la Edad del Bronce. Las excavaciones también descubrieron una capa de la Edad del Cobre.
De 1922 a 1990, formó parte del distrito de Tsjinval del óblast autónomo de Osetia del Sur. De 1990 a 2006, formó parte del raión de Kareli y, desde 2006, forma parte del municipio de Kurta. Durante la guerra de Osetia del Sur de 1991-1992, las autoridades osetias lograron controlar el pueblo y los georgianos huyeron del lugar. 

## Demografía
La evolución demográfica de Kvasatali entre 1916 y 2015 fue la siguiente:
| 301                                                      | 112 | 83 | 79 | 54 | 45 | 10 |
| (Fuente: Population of South Ossetia since Soviet times) |     |    |    |    |    |    |

Según el censo soviético de 1959, la mayoría de la población local eran osetios.  En el censo ruso de 1916 y el soviético de 1989, la composición étnica del pueblo era la siguiente:
|              | 1916      | 1916       | 1989      | 1989       |
| Grupo étnico | Población | Porcentaje | Población | Porcentaje |
| ------------ | --------- | ---------- | --------- | ---------- |
| Georgianos   | 0         | 0%         | 24        | 44%        |
| Osetios      | 301       | 100%       | 31        | 56%        |
| Total        | 301       | 100%       | 55        | 100%       |